# Paludi
Paludi (Palùrë in calabrese) è un comune italiano di 955 abitanti della provincia di Cosenza in Calabria. È posto su un colle a 430 metri di altitudine, alle pendici settentrionali della Sila Greca e alla sinistra del fiume Trionto. È il comune italiano che ha perso più residenti nel confronto tra i censimenti 2001 e 2011.

## Storia

### Simboli
Lo stemma e il gonfalone sono stati concessi con decreto del presidente della Repubblica del 28 novembre 2003.
Il gonfalone è un drappo di giallo.

## Monumenti e luoghi d'interesse
- Chiesa parrocchiale di San Clemente
- Parco archeologico Castiglione di Paludi[6][7]

## Società

### Evoluzione demografica
Abitanti censiti